# Nesasjøhuset

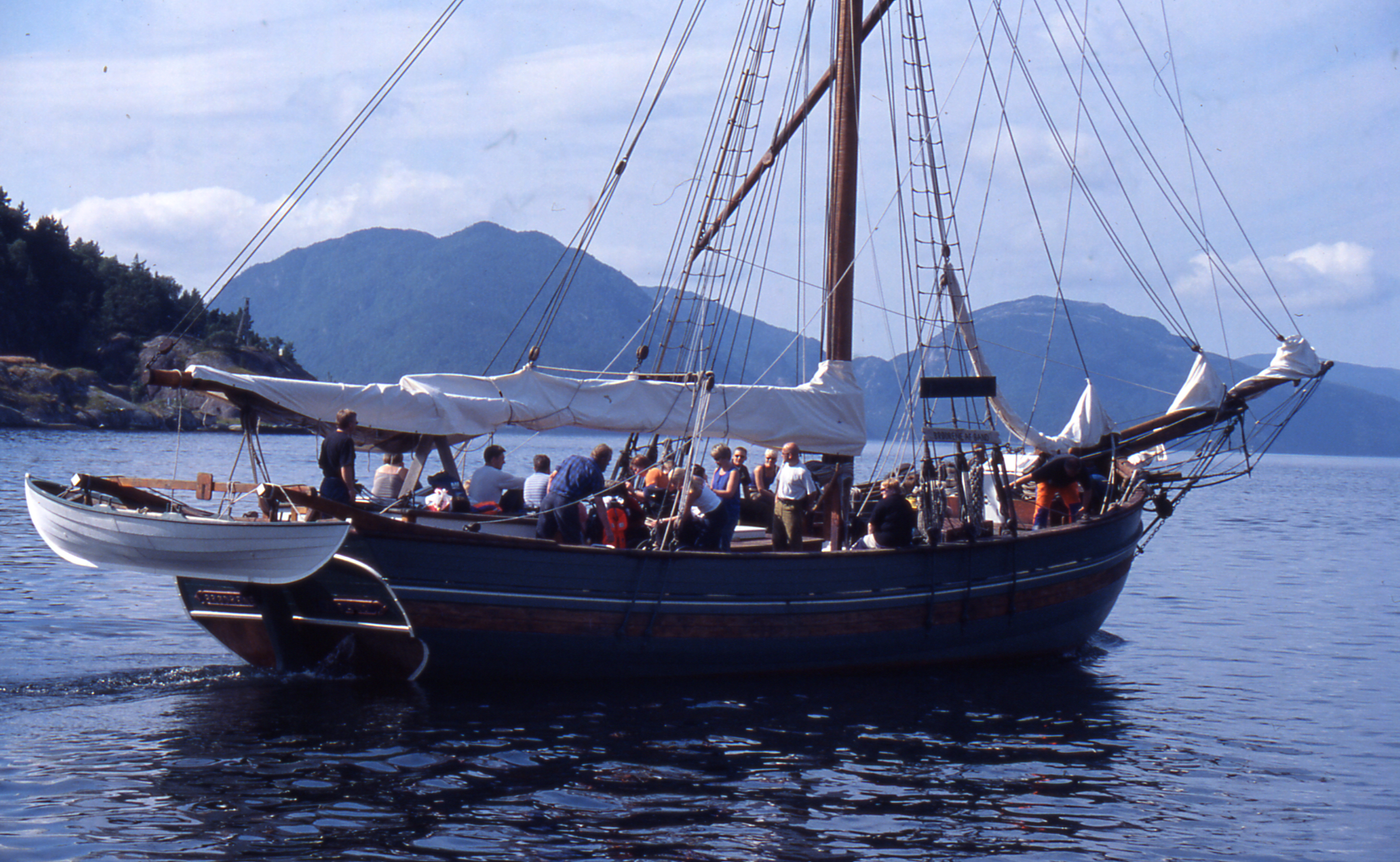
Brødrene af Sand

Nesasjøhuset är ett norskt museum i Sand i Suldals kommun i Rogaland fylke. Det ingår i regionalmuseet Ryfylkemuseet, vars huvudmuseum det också är. Ryfylkemuseet är regionmuseum för kommunerna Forsand, Strand, Hjelmeland, Suldal, Sauda, Finnøy, Rennesøy och Kvitsøy.
Nesasjøhuset ligger havet vid gatan Nordenden och är ett sjömagasin som byggdes 1850. Huset uppfördes av Sven Rasmussen under en period då sillen gick till. I byggnaden förvarades båtar och nät och saltades sillen. Derfor var det også lager for tønner som Rasmussen tok inn frå bøkkerane på staden. 
Huset användes senare som tunnslageri, mekanisk verkstad, radiofabrik, gjuteri, slakthus och fryshus och till olika lagerändamål. Ryfylkemuseet köpte huset 1986 och flyttade in 1991. Huset inrymmer utställningslokaler, bibliotek, kontor, museibutik och kafé. 
Veteranfartyget och jakten Brødrene af Sand har sin kajplats utanför museet. 

## Externa länkar

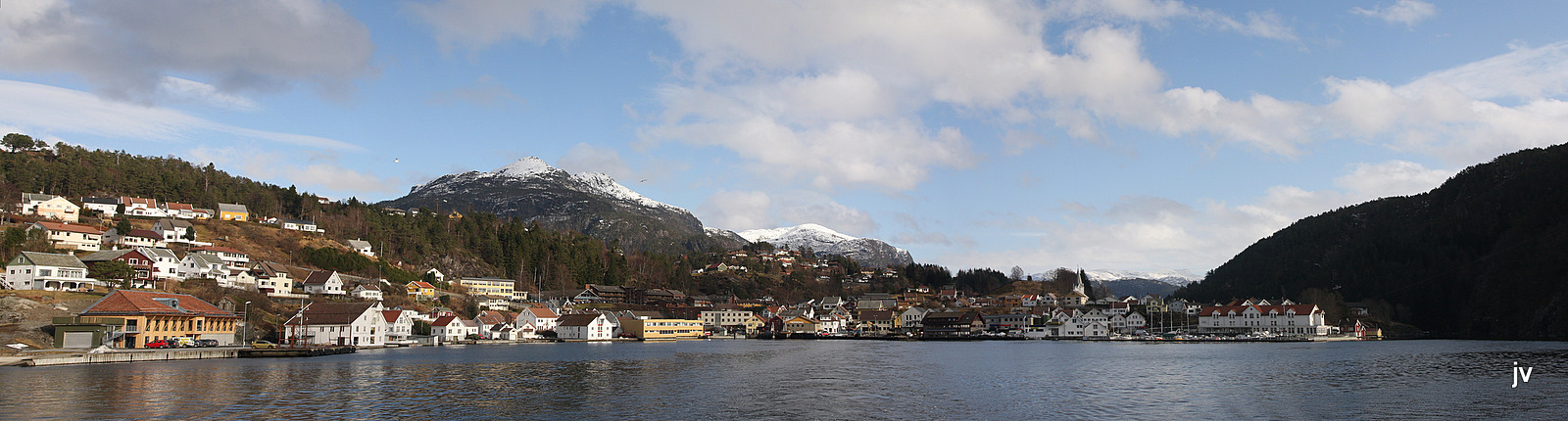
Sand. Nesasøhuset är det andra huset från vänster